# Casanova (canción de Gisela)
«Casanova» fue la canción que representó a Andorra en el Festival de la Canción de Eurovisión 2008. Fue escrita por Jordi Cubino.
La canción está interpretada por Gisela en inglés y con una frase en catalán (Vull escoltar que tu m'estimes), que significa "Quiero escuchar que me amas". 
El tema compitió en la primera semifinal del Festival de la Canción de Eurovisión 2008 actuando en la posición número 12, no consiguiendo el pase a la gran final, quedando en 16.ª posición con tan solo 22 puntos.
A pesar de todo, la canción llegó al número 2 en las listas españolas y al 69 en las del Reino Unido.

## Sencillos
| Año  | Sencillo   | Posición                                               | Posición                |
| Año  | Sencillo   | Bandera de España                                      | Bandera del Reino Unido |
| ---- | ---------- | ------------------------------------------------------ | ----------------------- |
| 2008 | "Casanova" | 2 Archivado el 28 de enero de 2010 en Wayback Machine. | 69                      |